# Cancer Moon
Cancer Moon est un groupe de rock espagnol, originaire de Bilbao, Pays basque. Formé en 1988, le groupe se sépare officiellement en 1995. Il compte au total trois albums : Hunted by the Snake (1990), Flock, colibrí, oil (1992), et Moor Room (1994). Ce dernier est sélectionné comme le meilleur disque national par le magazine espagnol Rockdelux.

## Biographie
Le groupe est formé en 1988 à l'initiative de Josetxo Anitua (chant), Jesús Suinaga (batterie) et Jon Zamarripa (guitare). Les deux premiers membres viennent de groupes comme La Tercera en Discordia et Jugos de Otros. Le groupe publie son premier album studio, Hunted by the Snake, en 1990, au label Polar Records, qui est produit par Jaime Gonzalo (Ruta 66). L'édition CD de l'album comprend une reprise de la chanson I Need Somebody d'Iggy Pop.
Le groupe quitte finalement Polar, et signe en 1994 au label Munster Records, auquel il prépare déjà un deuxième album, Flock, colibri, oil aux côtés du producteur Kid Pharaon. La version CD de ce deuxième opus comprend la chanson bonus Human Jukebox de The Scientists, et Girl# de Suicide. Le groupe se sépare en 1995. Josetxo Anitua, fondateur et compositeur du groupe, meurt le 22 avril 2008, à 43 ans.

## Style musical
Le groupe joue du noise rock et du rock alternatif, qui émergera dans les années 1990 en Espagne avec des groupes comme Surfin' Bichos, 713avo Amor ou The Pantano Boas. Il est considéré comme l'un des fondateurs du noise en Espagne. Cancer Moon s'inspire de groupes comme The Velvet Underground, Sonic Youth ou Television.

## Membres
- Josetxo Anitua - chant
- Jon Zamarripa - guitare
- Jesús Suinaga - batterie (1988-1991)

## Discographie

### Albums studio
- 1989 : 12 Stereo Surgery Mistakes (démo cassette auto-éditée)
- 1990 : Hunted by the Snake (Polar Records)
- 1992 : Flock, colibrí, oil (Munster Records)
- 1994 : Moor room (Radiation Records)
- 1994 : TV tape (cassette auto-éditée)

### Singles
- 1994 : Cancer Moon

### Apparitions
- 1990 : Cruella Devil et Fame of Glory, sur la compilation The Worst Around (Romilar-D)
- 1991 : Look out, sur l'EP accompagné du fanzine Beatnick fly (Munster Records/Bar Muga)
- 1993 : Lurker, sur Navidades Furiosas (La Fábrica Magnética)

## Notas et références
1. ↑  (es) Rockdelux, page 115, janvier 1995.
2. 1 2  (es) Blas Fernández, « Los años de la luna en cáncer », sur La Ventana Pop (consulté le 8 mars 2009).
3. ↑  (es) « Josetxo Anitua, un músico consecuente », sur El País, 24 avril 2008.
4. ↑  (es) Gil, Pablo, Cancer Moon, entrada sobre el grupo en la Guia de música independiente en España, Madrid, VOSA, 1998 (ISBN 84-8218-992-1, lire en ligne).